# Friedel Durben
Friedel Durben (* 1965) ist ein deutscher Polizist. Von 2014 bis 2021 war er Direktor der Hochschule der Polizei Rheinland-Pfalz am Campus Hahn und von 2021 bis Ende Dezember 2022 Polizeipräsident des Polizeipräsidiums Trier.

## Leben
Friedel Durben trat 1981 in den Polizeidienst des Landes Rheinland-Pfalz ein. Nach mehreren Stationen in Polizeieinzeldienst studierte er für den gehobenen Polizeidienst an der Hochschule der Polizei und wurde Fachlehrer der Fachrichtungen Strafrecht, Strafprozessrecht, Ordnungswidrigkeitenrecht und Polizeirecht. Später arbeitete er im Bereich des Polizeipräsidiums Koblenz, dort zuletzt im Führungsstab. Sein Studium zum höheren Polizeidienst schloss er 2000 in Münster-Hiltrup ab und war anschließend im Lagezentrum des Innenministeriums Rheinland-Pfalz und als Dozent am Campus Hahn der Hochschule der Polizei tätig.
Neben der Wahrnehmung verschiedener Aufgaben bei den Polizeibehörden des Landes Rheinland-Pfalz war er neuneinhalb Jahre in der Polizeiabteilung des Innenministeriums und gestaltete als zuständiger Referent und stellvertretender Referatsleiter die strategische Weiterentwicklung der Aus- und Fortbildung sowie des Dienst- und Spitzensports entscheidend mit.
Von 2014 bis Ende August 2021 war Durben Direktor der Hochschule der Polizei Rheinland-Pfalz am Campus Hahn. Von September 2021 bis Ende Dezember 2022 leitete er als Polizeipräsident das Polizeipräsidium Trier. Ab Januar 2023 ist er als Nachfolger von Jürgen Schmitt Inspekteur der Polizei des Landes Rheinland-Pfalz.